# WOW Music
La WOW Music (WOW; 維高文化有限公司) è un'etichetta discografica di Hong Kong. È stata inaugurata il 13 aprile 2007, grazie al supporto dell'etichetta taiwanese HIM. La compagnia è particolarmente coinvolta nella produzione di concerti e nel lancio di artisti sul mercato.
Gli artisti presenti tra i ranghi della WOW Music sono principalmente importati da altre etichette discografiche, le quali hanno bisogno di maggiore supporto per promuovere i propri artisti ad Hong Kong.

## Artisti della WOW Music

### H.I.M (華研)

#### Gruppi (組合)
- S.H.E
- Fahrenheit (飛輪海)
- Power Station (動力火車, 星光幫)

#### Artisti maschili (男歌手)
- Tank (呂建中)
- Yoga Lin (林宥嘉)
- Peter Pan (潘裕文)
- Judy Rain (周定緯)
- Stanly (許仁杰)

#### Artiste femminili (女歌手)
- Olivia Ong (劉力揚)

### Asia Muse (亞神亞洲)

#### Gruppi (組合)
- Fusion
- Tizzy bac

#### Artisti maschili (男歌手)
- Ah Niu (阿牛)
- Xie He Xian (謝和弦)

#### Artiste femminili (女歌手)
- Tanya Chua (蔡健雅)
- Rene Liu (劉若英)
- Sandee Chen (陳姍妮)

## Artisti di Hong Kong

### Gruppi (組合)
- Sugar Club (糖兄妹)

### Artisti maschili (男歌手)
- Louis Cheung (張繼聰)
- Paul Wong (黃貫中)
- Peco Chui (徐偉賢)

### Artiste femminili (女歌手)
- Candy Lo (盧巧音)
- Takki (黃若琪)

## Artisti di Taiwan

### Gruppi (組合)
- Project Early (自然捲)

### Artisti maschili (男歌手)
- Bobby Chen (陳昇)
- Chang Hung Liang (張洪量)
- Wu Bai (伍佰)
- Captain Lu (盧廣仲)

### Artiste femminili (女歌手)
- Cheer Chen (陳綺貞)
- Mavis Fan (范曉萱)

## Artisti della Cina Continentale

### Gruppi (組合)
- 夾子道

### Artiste femminili (女歌手)
- Yodai (郭易)
- Vicki Zhao (趙薇)

## Etichette indipendenti

### Different Music

#### Artisti maschili (男歌手)
- Denis Ng (吳彤)

### 89268
La 89268 è un'etichetta discografica indie di Hong Kong.

#### Artisti
- In Love
- The pliable
- Ghost Style
- The Darlings
- The Swamp
- Boo

### A good day records
La A good day records è un'etichetta musicale indie taiwanese.

#### Artisti
- Bearbabes (熊寶貝)
- 929
- 黃玠